# Мандевиль, Уильям де, 3-й граф Эссекс
Уильям де Мандевиль (англ. William de Mandeville;умер 14 ноября 1189 года) — 3-й граф Эссекс, граф Омальский (по жене), сын Жоффруа де Мандевиля, 1-го графа Эссекса, и Рохезы де Вер.

## Биография
Уильям де Мандевиль был вторым сыном Жоффруа де Мандевиля, одного из самых одиозных английских баронов первой половины XII века. Жоффруа стал мятежником и погиб, а Уильям вырос при дворе графов Фландрских. После смерти в 1166 году бездетного старшего брата, Жоффруа, Уильям унаследовал титул графа Эссекса и вернулся в Англию.
В 1177 году граф Уильям принял крест вместе со своим другом детства Филиппом Фландрским. «Пилигримы» добрались до Святой земли, приняли участие в осаде войсками князя Антиохийского города Харема и осенью 1178 года вернулись домой.
Уильяму удалось расширить свои владения путём брака: в 1180 году он женился на Хависе Омальской, единственной наследнице графства Омаль в Нормандии и обширных земель в Северной Англии (в Йоркшире и Линкольншире). В последующие годы он участвовал в войнах, которые Генрих II вёл на континенте, и сопровождал короля — в том числе в его последние дни. При Ричарде Львиное Сердце Уильям де Мандевиль стал одним из двух юстициариев Англии (1189 год), но умер в том же году в Нормандии.
Уильям умер, как и его старший брат, бездетным. В результате род Мандевилей угас, началось соперничество из-за богатого наследства между потомками одной из тёток Уильяма — её сыном Джеффри де Сэем и внучкой Беатрисой де Сэй, женой Джеффри Фиц-Петера.
Гевиза Омальская была замужем ещё дважды — за Гильомом де Фором и Бодуэном де Бетюном.